# Чемпіонат Африки з футболу серед жінок 1995
Другий чемпіонат Африки з футболу серед жінок 1995 пройшов з 5 листопада 1994 по 18 березня 1995 року. Усього брали участь вісім збірних. Турнір відбувався у форматі плей-оф зі двома матчами, включаючи фінал. Переможцем удруге стала Нігерія та отримала путівку на чемпіонат світу серед жінок 1995. Загалом було проведено 10 матчів та забито 55 голів.

## Учасники
Усього брали участь 8 збірних.
- Ангола
- Камерун
- Гана
- Гвінея
- Нігерія
- Сьєрра-Леоне
- ПАР
- Замбія

## Перший раунд
| Команда 1 | Заг.  | Команда 2    | 1-й матч | 2-й матч |
| --------- | ----- | ------------ | -------- | -------- |
| ПАР       | 11:5  | Замбія       | 5:3      | 6:2      |
| Нігерія   | 11:0  | Сьєрра-Леоне | 9:0      | 2:0      |
| Гана      | т. п. | Гвінея       | —        | —        |
| Ангола    | т. п. | Камерун      | —        | —        |

## Другий раунд
| Команда 1 | Заг. | Команда 2 | 1-й матч | 2-й матч |
| --------- | ---- | --------- | -------- | -------- |
| ПАР       | 6:4  | Ангола    | 3:1      | 3:3      |
| Гана      | 0:5  | Нігерія   | 0:3      | 0:2      |

## Фінал
| 4 березня 1995 18:00 |

| Нігерія | 4:1 | ПАР |
| ------- | --- | --- |
|         |     |     |

| Стадіон імені Лекана Саламі, Ібадан |

| 18 березня 1995 18:00 |

| ПАР | 1:7 | Нігерія |
| --- | --- | ------- |
|     |     |         |

| «Ренд», Йоганнесбург |